# Cromartie High School
Cromartie High School Sakigake!! Kuromati Kōkō (魁!!クロマティ高校, amb el títol complet de "Càrrega!! Cromartie High School") és un manga de comèdia japonès d'Eiji Nonaka, que va ser adaptat a un anime i una pel·lícula (del 2005) titulada Cromartie High - The Movie amb Yūdai Yamaguchi com a director.